# Parafodina delphinensis
Parafodina delphinensis är en fjärilsart som beskrevs av Pierre E.L. Viette 1966. Parafodina delphinensis ingår i släktet Parafodina och familjen nattflyn. Inga underarter finns listade i Catalogue of Life.